# Hippocampus breviceps
Hippocampus breviceps är en fiskart som beskrevs av Peters 1869. Hippocampus breviceps ingår i släktet sjöhästar och familjen kantnålsfiskar. IUCN kategoriserar arten globalt som otillräckligt studerad. Inga underarter finns listade i Catalogue of Life.